# Charles Matthew Whish
Charles Matthew Whish (1795-1833) fou un empleat de la Companyia Britànica de les Índies Orientals que es va especialitzar en llenguatges indostànics i va descobrir alguns documents matemàtics importants de l'Escola de Kerala.

## Vida i Obra
Whish va estudiar al East India College, una escola fundada el 1806 per a formar els directius de la Companyia Britànica de les Índies Orientals. A part de lleis, matemàtiques i física, els seus estudiants aprenien idiomes i, en el cas de Whish, es va especialitzar en el malaiàlam, idioma parlat a Kerala (sud-oest de l'Índia).
El 1813 es va traslladar a viure a l'Índia, on, després d'una breu estança a Madràs a partir de 1815 va ser funcionari judicial a Malabar (potser a Kochi) i el 1830 va arribar a ser jutge penal a Cuddapah, ciutat en què va morir amb 38 anys. En morir va ser enterrat al cementiri municipal de Kadapa.
A part d'haver escrit una gramàtica i diccionari del malaiàlam, Whish és conegut per haver col·leccionat una sèrie de manuscrits en fulles de palma del segle xiv al segle xvi de matemàtics i astrònoms de l'escola de Kerala que mostraven que alguns matemàtics indis ja havien intuit el càlcul infinitesimal abans que el matemàtics occidentals. El 1834, després de la seva mort, es va publicar el seu article titulat On the Hindú Quadrature of the Circle, and the infinite Series of the proportion of the circumference to the diameter exhibited in the four S'ástras, the Tantra Sangraham, Yucti Bháshá, Carana Padhati, and Sadratnamála (Sobre la quadratura índia del cercle i les sèries infinites de la proporció de la circumferència al seu diàmetre en ...) en el que donava compte dels seus descobriments, tot i que no va ser fins al segle XX en què es van començar a estudiar de forma sistemàtica les aportacions de l'escola de Kerala.

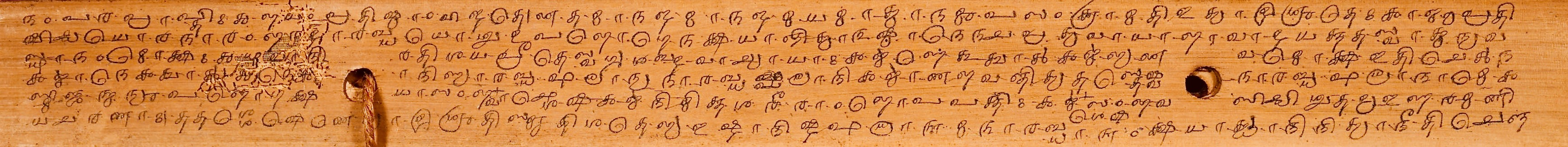
Fragment d'un manuscrit de palma dels Upanixad de la col·lecció Whish.

En el seu article, Whish destacava les quatre obres que li semblaven fonamentals en aquest camp: el Tantrasangraha (vers 1500) de Nilakantha, el Yuktibhasa (vers 1530) de Jyesthadeva, el Karanapaddhati (1732) de Putumana Somayajin i el Sadratnamala (1819) de Sankara Varman.
El 1836, el seu germà J.C. Whish, va dipositar la seva col·lecció de més de tres-cents manuscrits, tan en sànscrit com en malaiàlam, d'obres filosòfiques, literàries o científiques.